# یعابر (یمن)
 یعابر  دهستان آبادی است در ناحیهٔ (عزلهٔ مناف) از توابع استان رَیمه در کشور یمن در شبه جزیره عربستان است. 

## جمعیت
جمعیت آن (۱۳۸۰ ) نفر (۴۵ خانوار) می‌باشد.
یعابر مکان اصلی قبیلهٔ (الیعابر) بوده‌است. کذلک (شبام الیعابر) و (شبام حراز) به این دهستان منتسب می‌شوند.

## منبع
- المقحفی، ابراهیم، احمد ، (مُعجَم المُدُن وَالقَبائِل الیَمَنِیَة) ، منشورات دار الحکمة، صنعاء، چاپ پنجم، وانتشار سال ۱۹۸۵ میلادی به (عربی).